# Theo Rossi
Theo Rossi, all'anagrafe John Theodore Rossi (New York, 4 giugno 1975), è un attore e produttore cinematografico statunitense, principalmente noto per il ruolo di Juan Carlos "Juice" Ortiz nella serie televisiva Sons of Anarchy (2008-2014) e per quello di Hernan "Shades" Alvarez nella serie targata Netflix Luke Cage (2016-2018).

## Biografia
Rossi è nato a Staten Island, borough di New York, da una famiglia di origini italiane, spagnole, siriane e nord-africane, ha studiato recitazione al Lee Strasberg Theatre and Film Institute, dove è apparso in diverse produzioni teatrali. Ha studiato inoltre all'Università di Albany, SUNY. Nel 1999, si trasferisce a Los Angeles e ha iniziato la sua carriera di attore in spot pubblicitari per Nissan e McDonald's.
Dal 2001 ottiene i primi ruoli in produzioni televisive, come Boston Public, Medical Investigation, American Dreams, Blind Justice e molte altre. Nel 2008 ha recitato nel film Cloverfield. Dal 2008 al 2014 ha interpretato il ruolo di Juan Carlos "Juice" Ortiz nella serie televisiva di FX Sons of Anarchy.
Ha fondato una propria casa di produzione, la Dos Dudes Pictures, con cui ha prodotto il primo film Bad Hurt. Rossi ha fatto parte del cast della serie televisiva di Netflix Luke Cage. Nel 2022 prende parte al film I crimini di Emily.
È sposato con Meghan McDermott. La coppia ha un figlio, Kane Alexander Rossi, nato nel giugno 2015.

## Filmografia

### Attore

#### Cinema
- The Myersons, regia di Todd Hurvitz e Andy Weiss (2001)
- Missing in Action, regia di Mike Capes e Eric Von Doymi – cortometraggio (2004)
- Buds for Life, regia di Gabriel Bologna (2004)
- Cacciatori di zombi (House of the Dead 2), regia di Michael Hurst (2005)
- Cloverfield, regia di Matt Reeves (2008)
- The Informers - Vite oltre il limite (The Informers), regia di Gregor Jordan (2008)
- Kill Theory, regia di Chris Moore (2009)
- Safe, regia di Howie Askins e Joe Wanjai Ross – cortometraggio (2009)
- Red Sands - La forza occulta (Red Sands), regia di Alex Turner (2009)
- Meth Head, regia di Jane Clark (2013)
- Bad Hurt, regia di Mark Kemble (2015)
- Quando l'amore si spezza (When the Bough Breaks), regia di Jon Cassar (2016)
- Lowriders, regia di Ricardo de Montreuil (2017)
- Vault, regia di Tom DeNucci (2019)
- Serpente a sonagli (Rattlesnake), regia di Zak Hilditch (2019)
- American Skin, regia di Nate Parker (2019)
- Fantasmi di guerra (Ghosts of War), regia di Eric Bress (2020)
- The Shot, regia di Adan Canto – cortometraggio (2020)
- Army of the Dead, regia di Zack Snyder (2021)
- Vendetta, regia di Jared Cohn (2022)
- I crimini di Emily (Emily the Criminal), regia di John Patton Ford (2022)
- Bosco, regia di Nicholas Manuel Pino (2024)
- Carry-On, regia di Jaume Collet-Serra (2024)

#### Televisione
- Boston Public – serie TV, episodi 2x07-2x08 (2001-2002)
- Big Shot: Confessions of a Campus Bookie, regia di Ernest Dickerson – film TV (2002)
- Malcolm (Malcolm in the Middle) – serie TV, episodio 4x02 (2002)
- Due gemelle quasi famose (The Challenge), regia di Craig Shapiro – film TV (2003)
- NYPD - New York Police Department (NYPD Blue) – serie TV, episodio 11x12 (2004)
- Medical Investigation – serie TV, episodio 1x03 (2004)
- American Dreams – serie TV, episodi 3x05-3x06 (2004)
- Blind Justice – serie TV, episodio 1x03 (2005)
- Veronica Mars – serie TV, episodio 1x18 (2005)
- Code Breakers, regia di Rod Holcomb - film TV (2005)
- Jane Doe – Memoria infallibile (Jane Doe: Yes, I Remember It Well), regia di Armand Mastroianni – film TV (2006)
- Senza traccia (Without Trace) – serie TV, episodio 4x14 (2006)
- Lost – serie TV, episodio 2x14 (2006)
- Heist – serie TV, episodi 1x02-1x03 (2006)
- The Unit – serie TV, episodio 1x10 (2006)
- Bones – serie TV, episodio 2x08 (2006)
- Jericho – serie TV, episodio 1x08 (2006)
- Shark - Giustizia a tutti i costi (Shark) – serie TV, episodio 1x15 (2007)
- Las Vegas – serie TV, episodi 4x17-5x01 (2007)
- Grey's Anatomy – serie TV, episodi 4x09-4x10 (2007)
- Nurses, regia di P. J. Hogan - episodio pilota scartato (2007)
- Sons of Anarchy – serie TV, 84 episodi (2008-2014)
- Terminator: The Sarah Connor Chronicles – serie TV, episodi 2x18-2x19 (2009)
- CSI: Miami – serie TV, episodio 7x24 (2009)
- Lie to Me – serie TV, episodio 2x15 (2010)
- Hawaii Five-0 – serie TV, episodio 2x15 (2012)
- Alcatraz – serie TV, episodi 1x09-1x12 (2012)
- Law & Order - Unità vittime speciali (Law & Order: Special Victims Unit) – serie TV, episodio 14x10 (2013)
- Luke Cage – serie TV, 23 episodi (2016-2018)
- True Story, regia di Stephen Williams e Hanelle Culpepper – miniserie TV, 6 puntate (2021)
- The Penguin, regia di Craig Zobel, Helen Shaver, Kevin Bray e Jennifer Getzinger – miniserie TV, 6 puntate (2024)

### Produttore
- Bad Hurt, regia di Mark Kemble (2015)

## Doppiatori italiani
Nelle versioni in italiano delle opere in cui ha recitato, Theo Rossi è stato doppiato da:
- Alberto Angrisano in Sons of Anarchy, Lie to Me, Luke Cage
- Riccardo Scarafoni in Serpente a sonagli, Fantasmi di guerra
- Lorenzo Scattorin in Due gemelle quasi famose
- Fabrizio Manfredi in Cacciatori di zombi
- Gabriele Lopez in Code Breakers
- Edoardo Stoppacciaro in Lost
- Leonardo Graziano in Grey's Anatomy
- Alessandro Rigotti in CSI: Miami
- Andrea Mete in Alcatraz
- Gianluca Iacono in Quando l'amore si spezza, Birth Mother - Ossessione fatale
- Gabriele Sabatini in American Skin
- David Chevalier in True Story
- Francesco Trifilio in Vault
- Gianluca Crisafi ne I crimini di Emily
- Alberto Bognanni in Army of the Dead
- Simone Crisari in Vendetta
- Flavio Aquilone in The Penguin
- Emiliano Coltorti in Carry On